# Mormyrops
Mormyrops ist eine Gattung afrikanischer Süßwasserfische aus der Familie der Nilhechte (Mormyridae). Die Gattung ist in Afrika weitverbreitet und kommt in Westafrika, dem Nil, dem Kongobecken, in Ost- und dem südlichen Afrika vor.

## Merkmale
Mormyrops-Arten werden 15 bis 150 Zentimeter lang. Mit dem Riesen-Nilhecht (Mormyrops anguilloides) gehört zu ihnen die größte Nilhechtart. Ihr Körper ist mäßig langgestreckt bis aalartig. Die Rückenflosse ist kürzer als die Afterflosse, ihr Beginn liegt hinter dem Afterflossenursprung. Die Bauchflossen sind näher zu den Brustflossen als zur Afterflosse. Das Maul ist endständig oder leicht unterständig, bei den beiden Arten der jüngst mit Mormyrops synonymisierten Gattung Oxymormyrus (M. boulengeri & M. zanclirostris) zu einer langen Röhre ausgezogen. In jedem Kiefer befindet sich vorn eine einzelne, aus 10 bis 32 nah beieinander stehenden Zähnen bestehende Zahnreihe. Die Kieferzähne sind spatenförmig oder eingebuchtet. Die Zähne auf dem Parasphenoid und der Zunge sind extrem klein und spärlich. Die Nasenlöcher stehen nah zusammen, manchmal weit von den Augen entfernt. Der Schwanzflossenstiel ist bei vielen Arten relativ kurz.
Wie alle Nilhechte sind Mormyrops-Arten zur Elektrokommunikation und Elektroorientierung fähig. Die Fische sind unscheinbar, meist einfarbig gräulich oder bräunlich gefärbt. 

## Systematik
Mormyrops ist nach Petrocephalus und Myomyrus die am weitesten basal stehende Gattung der Nilhechte. Die röhrenmäuligen Arten M. boulengeri und M. zanclirostris, die in der Vergangenheit in eine eigene Gattung gestellt wurden (Oxymormyrus), werden heute zu Mormyrops gestellt.

## Arten
Der Gattung gehören 21 Arten an:

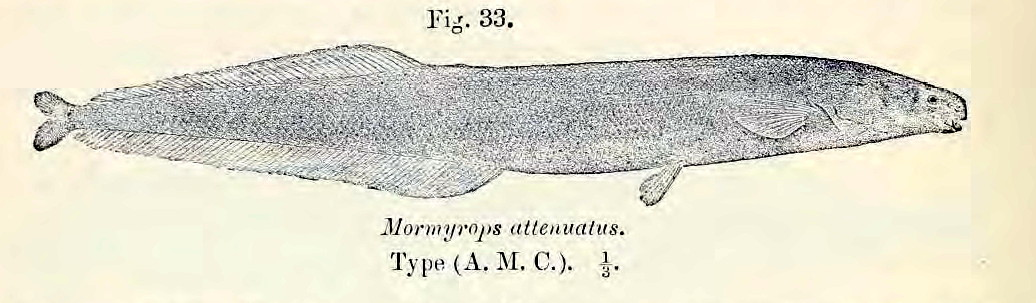
Mormyrops attenuatus

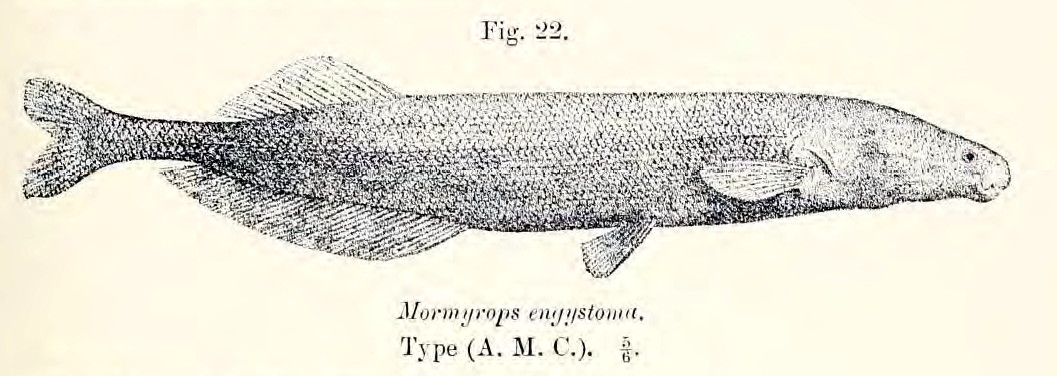
Mormyrops engystoma

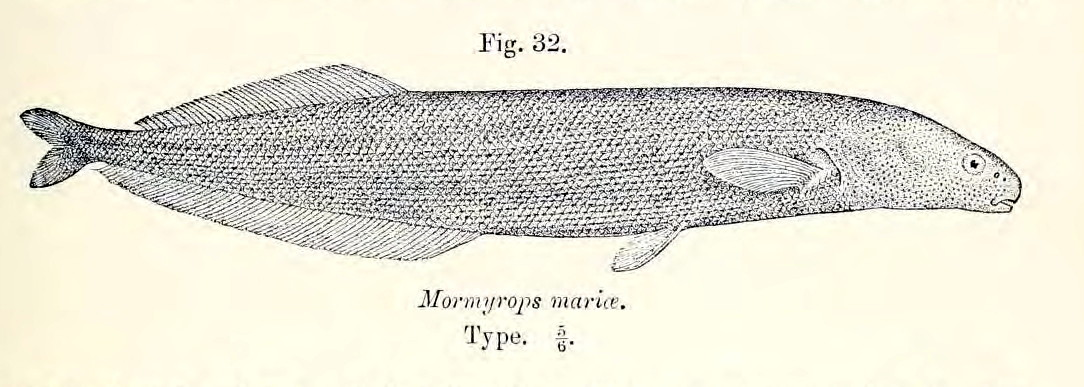
Mormyrops mariae

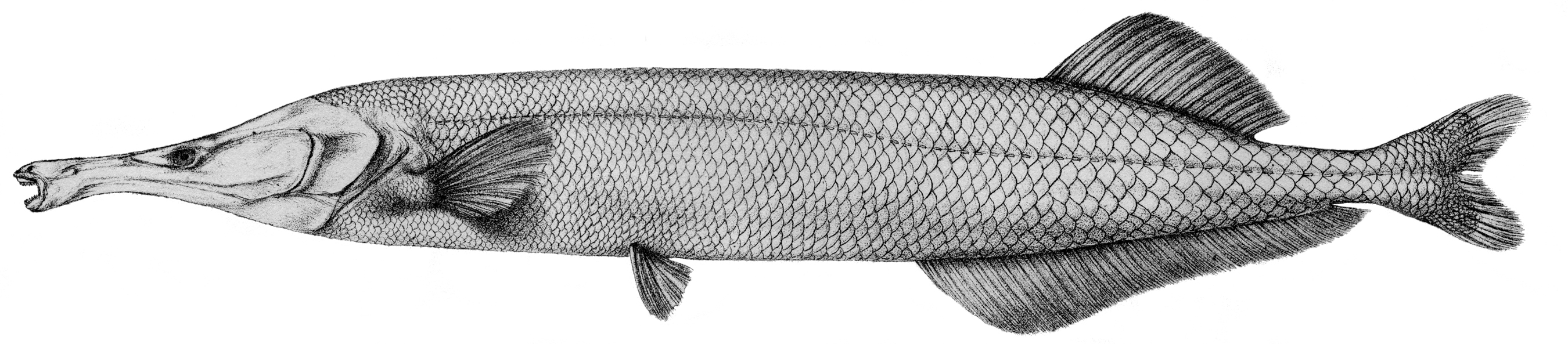
Mormyrops zanclirostris

- Riesen-Nilhecht (Mormyrops anguilloides) (Linnaeus, 1758)
- Mormyrops attenuatus Boulenger, 1898
- Mormyrops batesianus Boulenger, 1909
- Tubenmaul-Nilhecht (Mormyrops boulengeri) (Pellegrin, 1900)
- Mormyrops breviceps Steindachner, 1894
- Mormyrops caballus Pellegrin, 1927
- Mormyrops citernii Vinciguerra, 1912
- Mormyrops curtus Boulenger, 1899
- Mormyrops curviceps Roman, 1966
- Mormyrops engystoma Boulenger, 1898
- Mormyrops furcidens Pellegrin, 1900
- Mormyrops intermedius Vinciguerra, 1928
- Mormyrops lineolatus Boulenger, 1898
- Mormyrops mariae (Schilthuis, 1891)
- Mormyrops masuianus Boulenger, 1898
- Mormyrops microstoma Boulenger, 1898
- Mormyrops nigricans Boulenger, 1899
- Mormyrops oudoti Daget, 1954
- Mormyrops parvus Boulenger, 1899
- Mormyrops sirenoides Boulenger, 1898
- Mormyrops zanclirostris (Günther, 1867)